# گروه بنزویل

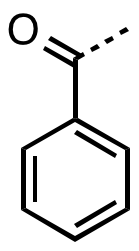
گروه عاملی بنزویل

گروه بِنزویل در شیمی آلی، یک گروه عاملی با فرمول C6H5CO- است.
باید دقت کرد که گروه بنزویل با نماد Bz با گروه بنزیل با نماد Bn اشتباه نشود.

## سرچشمه
بنزوئیل کلرید منبع خوبی برای گروه های بنزویل است که از آن در تولید کتون های بنزویل، بنزآمیدها و استرهای بنزوآت استفاده می شود. منبع بسیاری از ترکیب های طبیعی بنزویل، تیواستر بنزوئیل-کوآ است.

## ترکیب ها
بسیاری از کتون ها، گروه بنزویل دارند این کتون ها از فرمول C6H5CO–R برخوردارند. بنزوفنون یک نمونه ی مهم است.
بنزویل استرها و آمیدها در شیمی آلی بسیار کاربرد دارند؛ برای نمونه استرها در گروه های محافظت‌کننده در سنتز آلی کاربرد دارند و به آسانی با آبکافت